# Andriej Kapanadze
Andriej Pawłowicz Kapanadze (ros. Андре́й Па́влович Капана́дзе, ur. w lipcu 1907 w Baku, zm. w czerwcu 1983 w Tbilisi) – ludowy komisarz bezpieczeństwa państwowego Adżarskiej ASRR (1941 i 1943), ludowy komisarz spraw wewnętrznych Adżarskiej ASRR (1941-1943), komisarz bezpieczeństwa państwowego.

## Życiorys
W 1919 skończył szkołę w Baku, a w 1924 szkołę zawodową w Tbilisi, początkowo był instruktorem biura Pionierów w Tbilisi, a od lutego 1929 do kwietnia 1932 działaczem Komsomołu. Od września 1931 kandydat na członka, a od grudnia 1936 członek WKP(b), pracował w aparacie KC Komunistycznej Partii (bolszewików) Gruzji, od sierpnia 1936 do lutego 1937 i ponownie w październiku-listopadzie 1937 pomocnik sekretarza KC KP(b)G, od września 1938 funkcjonariusz NKWD. Od 8 września 1938 zastępca szefa sekretariatu I zastępcy ludowego komisarza spraw wewnętrznych ZSRR, od 2 do 16 listopada 1938 p.o. szefa tego sekretariatu, od 11 września 1938 major bezpieczeństwa państwowego. Od 16 listopada 1938 do 26 lutego 1941 zastępca szefa Wydziału I GUGB NKWD ZSRR, od 27 lutego do 29 kwietnia 1941 zastępca szefa Wydziału 1 NKGB ZSRR, 14 kwietnia 1940 awansowany na starszego majora bezpieczeństwa państwowego, od 29 kwietnia do sierpnia 1941 ludowy komisarz spraw wewnętrznych Adżarskiej ASRR, od sierpnia 1941 do 26 czerwca 1943 ludowy komisarz spraw wewnętrznych tej republiki, 14 lutego 1943 mianowany komisarzem bezpieczeństwa państwowego, od 26 czerwca do 30 grudnia 1943 ponownie ludowy komisarz bezpieczeństwa państwowego Adżarskiej ASRR. 13 października 1944 zwolniony z NKWD z powodu choroby. Odznaczony Orderem Czerwonego Sztandaru (26 kwietnia 1940), Orderem Czerwonej Gwiazdy (20 września 1943) i 3 medalami.